# Transports en commun de Berck - Le Touquet - Montreuil-sur-Mer
Les transports en commun de Berck - Le Touquet - Montreuil-sur-Mer forment le service de transports en commun organisé par la communauté d'agglomération des Deux Baies en Montreuillois (CA2BM) située dans le département du Pas-de-Calais, en région Hauts-de-France.

## Historique
Au cours de l'année 2021, la CA2BM récupère la compétence des transports interurbains et scolaires jusqu'ici assurée par la région Hauts-de-France.
Le 1er septembre 2021, le réseau de transports en commun de la CA2M est mis en place. Celui-ci est composé de deux lignes assurant la liaison Étaples - Berck en remplacement de la ligne interurbaine 513, d'une ligne reliant Berck à Montreuil-sur-Mer en remplacement de la ligne interurbaine 514, d'une nouvelle ligne reliant Étaples à Montreuil-sur-Mer et de l'ancienne navette municipale reliant la gare d'Étaples au Touquet-Paris-Plage. Un service de transport à la demande est également créé. L'exploitation de ce nouveau réseau a été confiée aux sociétés Keolis Côte d'Opale et Voyages Dumont.
Le 1er juin 2023, le réseau subit des modifications. La ligne 3 reliant Étaples à Montreuil-sur-Mer ainsi que le service de transport à la demande sont supprimés par manque de fréquentation. Trois nouvelles lignes à destination des plages de l'agglomération sont créées et circulent durant les vacances d'été. Enfin, l'intermodalité est facilitée avec l'amélioration des correspondances entre les bus et les trains.

## Réseau actuel
Au 1er juin 2023, le réseau est composé de 4 lignes régulières et de 3 lignes estivales.

### Lignes régulières
| Ligne   | Caractéristiques | Caractéristiques                                                                                 | Caractéristiques                                                                                 | Caractéristiques                                                                                 | Caractéristiques                                                                                 | Caractéristiques                                                                                 | Caractéristiques                                                                                 | Caractéristiques                                                                                 | Caractéristiques                                                                                 |
| 1A      | Étaples – Vieux Moulin ⥋ Berck – Cimetière | Étaples – Vieux Moulin ⥋ Berck – Cimetière                                                       | Étaples – Vieux Moulin ⥋ Berck – Cimetière                                                       | Étaples – Vieux Moulin ⥋ Berck – Cimetière                                                       | Étaples – Vieux Moulin ⥋ Berck – Cimetière                                                       | Étaples – Vieux Moulin ⥋ Berck – Cimetière                                                       | Étaples – Vieux Moulin ⥋ Berck – Cimetière                                                       | Étaples – Vieux Moulin ⥋ Berck – Cimetière                                                       | Étaples – Vieux Moulin ⥋ Berck – Cimetière                                                       |
| ------- | --- | ------------------------------------------------------------------------------------------------ | ------------------------------------------------------------------------------------------------ | ------------------------------------------------------------------------------------------------ | ------------------------------------------------------------------------------------------------ | ------------------------------------------------------------------------------------------------ | ------------------------------------------------------------------------------------------------ | ------------------------------------------------------------------------------------------------ | ------------------------------------------------------------------------------------------------ |
| 1A      | Ouverture / Fermeture 1er septembre 2021 / — | Longueur —                                                                                       | Durée 70-80 min                                                                                  | Nb. d’arrêts 55                                                                                  | Matériel Crossway LE S 415 LE Business                                                           | Jours de fonctionnement L, Ma, Me, J, V, S, D                                                    | Jour / Soir / Nuit / Fêtes O / N / N / O                                                         | Voy. / an —                                                                                      | Exploitant Keolis Côte d'Opale Voyages Dumont                                                    |
| 1A      | Desserte : - Communes : Étaples – Cucq – Le Touquet-Paris-Plage – Merlimont – Rang-du-Fliers – Berck - Principaux lieux desservis : Piscine d'Étaples, Lycée professionnel Jules Verne, Square Jacques Brel, Square Georges Brassens, Gare d'Étaples - Le Touquet, Collège privé Saint-Joseph, Centre-ville d'Étaples, Port de plaisance d'Étaples, Pont rose d'Étaples, EHPAD La Fontaine Medicis, Collège Maxence Van Der Meersch, Musée du Touquet-Paris-Plage - Édouard Champion, Centre tennistique Pierre de Coubertin, Hippodrome de la Canche, Phare de la Canche, Parc des Pins, Jardin d'Ypres, Église Sainte-Jeanne-d'Arc du Touquet-Paris-Plage, Hôtel de ville du Touquet-Paris-Plage, Golf du Touquet-Paris-Plage, Mairie de Cucq, Mairie de Merlimont, Station balnéaire de Merlimont-Plage, Parc Bagatelle, Mairie de Berck, Zone commerciale de Berck, Parc des sports de Berck, Collège Jean Moulin, Lycée Jan Lavezzari, Hôpital maritime de Berck, Plage de Berck, Casino de Berck, Cinéma Cinos, Institut Calot, Cimetière de Berck. |                                                                                                  |                                                                                                  |                                                                                                  |                                                                                                  |                                                                                                  |                                                                                                  |                                                                                                  |                                                                                                  |
| 1A      | Autre : - Amplitude horaire et fréquence : - du lundi au vendredi : de 6 h 10 à 20 h 0 avec six allers-retours dans la journée. - samedis : de 7 h 20 à 18 h 20 avec quatre allers-retours dans la journée. - dimanches et jours fériés : de 9 h 0 à 19 h 5 avec deux allers-retours dans la journée. - Particularités : - Les arrêts La Manche, Berck – Centre de Formation et Mireille ne sont desservis qu'une fois par jour et par sens uniquement du lundi au vendredi. - Date de dernière mise à jour : 26 août 2023. |                                                                                                  |                                                                                                  |                                                                                                  |                                                                                                  |                                                                                                  |                                                                                                  |                                                                                                  |                                                                                                  |
| 1A      | Dernière actualisation : — |                                                                                                  |                                                                                                  |                                                                                                  |                                                                                                  |                                                                                                  |                                                                                                  |                                                                                                  |                                                                                                  |
| 1B      | Étaples – Gare ⥋ Berck – Cimetière | Étaples – Gare ⥋ Berck – Cimetière                                                               | Étaples – Gare ⥋ Berck – Cimetière                                                               | Étaples – Gare ⥋ Berck – Cimetière                                                               | Étaples – Gare ⥋ Berck – Cimetière                                                               | Étaples – Gare ⥋ Berck – Cimetière                                                               | Étaples – Gare ⥋ Berck – Cimetière                                                               | Étaples – Gare ⥋ Berck – Cimetière                                                               | Étaples – Gare ⥋ Berck – Cimetière                                                               |
| 1B      | Ouverture / Fermeture 1er septembre 2021 / — | Longueur —                                                                                       | Durée 65 min                                                                                     | Nb. d’arrêts 40                                                                                  | Matériel Crossway LE S 415 LE Business                                                           | Jours de fonctionnement L, Ma, Me, J, V, S, D                                                    | Jour / Soir / Nuit / Fêtes O / N / N / O                                                         | Voy. / an —                                                                                      | Exploitant Keolis Côte d'Opale Voyages Dumont                                                    |
| 1B      | Desserte : - Communes : Étaples – Cucq – Le Touquet-Paris-Plage – Merlimont – Rang-du-Fliers – Berck - Principaux lieux desservis : Gare d'Étaples - Le Touquet, Collège privé Saint-Joseph, Centre-ville d'Étaples, Port de plaisance d'Étaples, Pont rose d'Étaples, EHPAD La Fontaine Medicis, Collège Maxence Van Der Meersch, Musée du Touquet-Paris-Plage - Édouard Champion, Centre tennistique Pierre de Coubertin, Hippodrome de la Canche, Phare de la Canche, Parc des Pins, Jardin d'Ypres, Église Sainte-Jeanne-d'Arc du Touquet-Paris-Plage, Hôtel de ville du Touquet-Paris-Plage, Golf du Touquet-Paris-Plage, Mairie de Cucq, Mairie de Merlimont, Mairie de Rang-du-Fliers, Gare de Rang-du-Fliers - Verton, Centre hospitalier de l'arrondissement de Montreuil-sur-Mer (CHAM), Zone commerciale de Berck, Parc des sports de Berck, Collège Jean Moulin, Lycée Jan Lavezzari, Hôpital maritime de Berck, Plage de Berck, Casino de Berck, Cinéma Cinos, Institut Calot, Cimetière de Berck.                                           |                                                                                                  |                                                                                                  |                                                                                                  |                                                                                                  |                                                                                                  |                                                                                                  |                                                                                                  |                                                                                                  |
| 1B      | Autre : - Amplitude horaire et fréquence : - du lundi au vendredi : de 11 h 10 à 15 h 40 avec deux allers-retours dans la journée. - samedis : de 11 h 50 à 15 h 45 avec deux allers-retours dans la journée. - dimanches et jours fériés : de 11 h 10 à 15 h 45 avec deux allers-retours dans la journée. - Date de dernière mise à jour : 26 août 2023. |                                                                                                  |                                                                                                  |                                                                                                  |                                                                                                  |                                                                                                  |                                                                                                  |                                                                                                  |                                                                                                  |
| 1B      | Dernière actualisation : — |                                                                                                  |                                                                                                  |                                                                                                  |                                                                                                  |                                                                                                  |                                                                                                  |                                                                                                  |                                                                                                  |
| 2       | Berck – Saint-Josse – Hôtel de Ville ⥋ Montreuil-sur-Mer – Gare SNCF / Attin – Centre Commercial | Berck – Saint-Josse – Hôtel de Ville ⥋ Montreuil-sur-Mer – Gare SNCF / Attin – Centre Commercial | Berck – Saint-Josse – Hôtel de Ville ⥋ Montreuil-sur-Mer – Gare SNCF / Attin – Centre Commercial | Berck – Saint-Josse – Hôtel de Ville ⥋ Montreuil-sur-Mer – Gare SNCF / Attin – Centre Commercial | Berck – Saint-Josse – Hôtel de Ville ⥋ Montreuil-sur-Mer – Gare SNCF / Attin – Centre Commercial | Berck – Saint-Josse – Hôtel de Ville ⥋ Montreuil-sur-Mer – Gare SNCF / Attin – Centre Commercial | Berck – Saint-Josse – Hôtel de Ville ⥋ Montreuil-sur-Mer – Gare SNCF / Attin – Centre Commercial | Berck – Saint-Josse – Hôtel de Ville ⥋ Montreuil-sur-Mer – Gare SNCF / Attin – Centre Commercial | Berck – Saint-Josse – Hôtel de Ville ⥋ Montreuil-sur-Mer – Gare SNCF / Attin – Centre Commercial |
| 2       | Ouverture / Fermeture 1er septembre 2021 / — | Longueur —                                                                                       | Durée 60-70 min                                                                                  | Nb. d’arrêts 37                                                                                  | Matériel Crossway LE S 415 LE Business                                                           | Jours de fonctionnement L, Ma, Me, J, V, S, D                                                    | Jour / Soir / Nuit / Fêtes O / N / N / O                                                         | Voy. / an —                                                                                      | Exploitant Voyages Dumont                                                                        |
| 2       | Desserte : - Communes : Berck – Rang-du-Fliers – Campigneulles-les-Grandes – Campigneulles-les-Petites – Écuires – Montreuil-sur-Mer – Neuville-sous-Montreuil – Attin - Principaux lieux desservis : Mairie de Berck, Zone commerciale de Berck, Parc des sports de Berck, Collège Jean Moulin, Lycée Jan Lavezzari, Hôpital maritime de Berck, Plage de Berck, Casino de Berck, Cinéma Cinos, Institut Calot, Cimetière de Berck, Zone commerciale de Rang-du-Fliers, Mairie de Rang-du-Fliers, Gare de Rang-du-Fliers - Verton, Centre hospitalier de l'arrondissement de Montreuil-sur-Mer (CHAM), Mairie de Campigneulles-les-Grandes, Mairie de Campigneulles-les-Petites, Piscine intercommunale Jean-Claude Piques, Collège du Bras d'Or, Complexe sportif d'Écuires, Gare de Montreuil-sur-Mer, Mairie de Neuville-sous-Montreuil, Zone commerciale d'Attin. |                                                                                                  |                                                                                                  |                                                                                                  |                                                                                                  |                                                                                                  |                                                                                                  |                                                                                                  |                                                                                                  |
| 2       | Autre : - Amplitude horaire et fréquence : - du lundi au vendredi : de 6 h 25 à 20 h 35 avec 9,5 allers-retours. - samedis : de 6 h 30 à 20 h 30 avec 10,5 allers-retours. - dimanches et jours fériés : de 8 h 25 à 20 h 45 avec 7,5 allers-retours. - Particularités : - Les arrêts La Manche, Berck – Centre de Formation et Mireille ne sont desservis qu'une fois par jour et par sens uniquement du lundi au vendredi. - La desserte d'Attin n'est effectuée qu'à certaines heures du lundi au samedi uniquement. - Certaines courses ont pour origine ou destination Rang-du-Fliers – Gare SNCF. - Date de dernière mise à jour : 26 août 2023. |                                                                                                  |                                                                                                  |                                                                                                  |                                                                                                  |                                                                                                  |                                                                                                  |                                                                                                  |                                                                                                  |
| 2       | Dernière actualisation : — |                                                                                                  |                                                                                                  |                                                                                                  |                                                                                                  |                                                                                                  |                                                                                                  |                                                                                                  |                                                                                                  |
| Navette | Étaples – Gare ⥋ Le Touquet – Mayvillage | Étaples – Gare ⥋ Le Touquet – Mayvillage                                                         | Étaples – Gare ⥋ Le Touquet – Mayvillage                                                         | Étaples – Gare ⥋ Le Touquet – Mayvillage                                                         | Étaples – Gare ⥋ Le Touquet – Mayvillage                                                         | Étaples – Gare ⥋ Le Touquet – Mayvillage                                                         | Étaples – Gare ⥋ Le Touquet – Mayvillage                                                         | Étaples – Gare ⥋ Le Touquet – Mayvillage                                                         | Étaples – Gare ⥋ Le Touquet – Mayvillage                                                         |
| Navette | Ouverture / Fermeture 1er septembre 2021 / — | Longueur —                                                                                       | Durée 20-25 min                                                                                  | Nb. d’arrêts 13                                                                                  | Matériel Citelis 10                                                                              | Jours de fonctionnement L, Ma, Me, J, V, S, D                                                    | Jour / Soir / Nuit / Fêtes O / N / N / O                                                         | Voy. / an —                                                                                      | Exploitant Keolis Côte d'Opale                                                                   |
| Navette | Desserte : - Communes : Étaples – Cucq – Le Touquet-Paris-Plage - Principaux lieux desservis : Gare d'Étaples - Le Touquet, Collège privé Saint-Joseph, Centre-ville d'Étaples, Port de plaisance d'Étaples, Pont rose d'Étaples, EHPAD La Fontaine Medicis, Collège Maxence Van Der Meersch, Musée du Touquet-Paris-Plage - Édouard Champion, Centre tennistique Pierre de Coubertin, Hippodrome de la Canche, Phare de la Canche, Parc des Pins, Jardin d'Ypres, Église Sainte-Jeanne-d'Arc du Touquet-Paris-Plage, Hôtel de ville du Touquet-Paris-Plage, Plage du Touquet. |                                                                                                  |                                                                                                  |                                                                                                  |                                                                                                  |                                                                                                  |                                                                                                  |                                                                                                  |                                                                                                  |
| Navette | Autre : - Amplitude horaire et fréquence : - du lundi au vendredi durant les vacances de printemps, d'été et de la Toussaint (zones B et C) : de 9 h 55 à 19 h 15 avec cinq allers-retours. - samedis du 1er avril au 31 octobre : de 9 h 5 à 18 h 0 avec quatre allers-retours. - dimanches et jours fériés du 1er avril au 31 octobre : de 9 h 40 à 18 h 15 avec deux départs d'Étaples et quatre départs du Touquet. - du lundi au vendredi durant les vacances de Noël et d'hiver (zones B et C) : de 10 h 40 à 16 h 30 avec 2,5 allers-retours. - samedis du 1er novembre au 31 mars : de 12 h 5 à 18 h 0 avec deux allers-retours. - dimanches et jours fériés du 1er novembre au 31 mars : de 12 h 5 à 16 h 0 avec 1,5 allers-retours. - Date de dernière mise à jour : 26 août 2023. |                                                                                                  |                                                                                                  |                                                                                                  |                                                                                                  |                                                                                                  |                                                                                                  |                                                                                                  |                                                                                                  |
| Navette | Dernière actualisation : — |                                                                                                  |                                                                                                  |                                                                                                  |                                                                                                  |                                                                                                  |                                                                                                  |                                                                                                  |                                                                                                  |

### Lignes estivales
| Ligne | Caractéristiques | Caractéristiques                                                              | Caractéristiques                                                              | Caractéristiques                                                              | Caractéristiques                                                              | Caractéristiques                                                              | Caractéristiques                                                              | Caractéristiques                                                              | Caractéristiques                                                              |
| NP1   | Navette des Plages 1 | Navette des Plages 1                                                          | Navette des Plages 1                                                          | Navette des Plages 1                                                          | Navette des Plages 1                                                          | Navette des Plages 1                                                          | Navette des Plages 1                                                          | Navette des Plages 1                                                          | Navette des Plages 1                                                          |
| NP1   | (Circulaire) Étaples – Gare ⥋ via Camiers – La Poste, Camiers – Ancienne Gare | (Circulaire) Étaples – Gare ⥋ via Camiers – La Poste, Camiers – Ancienne Gare | (Circulaire) Étaples – Gare ⥋ via Camiers – La Poste, Camiers – Ancienne Gare | (Circulaire) Étaples – Gare ⥋ via Camiers – La Poste, Camiers – Ancienne Gare | (Circulaire) Étaples – Gare ⥋ via Camiers – La Poste, Camiers – Ancienne Gare | (Circulaire) Étaples – Gare ⥋ via Camiers – La Poste, Camiers – Ancienne Gare | (Circulaire) Étaples – Gare ⥋ via Camiers – La Poste, Camiers – Ancienne Gare | (Circulaire) Étaples – Gare ⥋ via Camiers – La Poste, Camiers – Ancienne Gare | (Circulaire) Étaples – Gare ⥋ via Camiers – La Poste, Camiers – Ancienne Gare |
| ----- | --- | ----------------------------------------------------------------------------- | ----------------------------------------------------------------------------- | ----------------------------------------------------------------------------- | ----------------------------------------------------------------------------- | ----------------------------------------------------------------------------- | ----------------------------------------------------------------------------- | ----------------------------------------------------------------------------- | ----------------------------------------------------------------------------- |
| NP1   | Ouverture / Fermeture 8 juillet 2023 / — | Longueur —                                                                    | Durée 40-45 min                                                               | Nb. d’arrêts 10                                                               | Matériel —                                                                    | Jours de fonctionnement L, Ma, Me, J, V, S, D                                 | Jour / Soir / Nuit / Fêtes O / N / N / O                                      | Voy. / an —                                                                   | Exploitant Keolis Côte d'Opale                                                |
| NP1   | Desserte : - Communes : Étaples – Camiers - Principaux lieux desservis : Gare d'Étaples - Le Touquet, Centre-ville d'Étaples, Port de plaisance d'Étaples, Pont rose d'Étaples, Maréis, Camping Domaine de la Pinède, Étang du Roi, Mairie de Camiers, Gare de Dannes - Camiers, Station balnéaire de Sainte-Cécile-Plage. |                                                                               |                                                                               |                                                                               |                                                                               |                                                                               |                                                                               |                                                                               |                                                                               |
| NP1   | Autre : - Amplitude horaire et fréquence : - du lundi au vendredi : de 9 h 0 à 19 h 10 avec trois rotations. - samedis, dimanches et jours fériés : de 10 h 5 à 19 h 10 avec trois rotations. - Particularités : - La ligne ne circule que durant les vacances d'été. - Date de dernière mise à jour : 26 août 2023.       |                                                                               |                                                                               |                                                                               |                                                                               |                                                                               |                                                                               |                                                                               |                                                                               |
| NP1   | Dernière actualisation : — |                                                                               |                                                                               |                                                                               |                                                                               |                                                                               |                                                                               |                                                                               |                                                                               |
| NP2   | Navette des Plages 2 | Navette des Plages 2                                                          | Navette des Plages 2                                                          | Navette des Plages 2                                                          | Navette des Plages 2                                                          | Navette des Plages 2                                                          | Navette des Plages 2                                                          | Navette des Plages 2                                                          | Navette des Plages 2                                                          |
| NP2   | Conchil-le-Temple – Église ⥋ Berck – Gare Routière |                                                                               |                                                                               |                                                                               |                                                                               |                                                                               |                                                                               |                                                                               |                                                                               |
| NP2   | Ouverture / Fermeture 8 juillet 2023 / — | Longueur —                                                                    | Durée 40 min                                                                  | Nb. d’arrêts 8                                                                | Matériel —                                                                    | Jours de fonctionnement L, Ma, Me, J, V, S, D                                 | Jour / Soir / Nuit / Fêtes O / N / N / O                                      | Voy. / an —                                                                   | Exploitant Voyages Dumont                                                     |
| NP2   | Desserte : - Communes : Conchil-le-Temple – Waben – Groffliers – Berck - Principaux lieux desservis : Mairie de Conchil, Mairie de Waben, Mairie de Groffliers, Zone commerciale de Berck, Casino de Berck, Cinéma Cinos.                                                                                                  |                                                                               |                                                                               |                                                                               |                                                                               |                                                                               |                                                                               |                                                                               |                                                                               |
| NP2   | Autre : - Amplitude horaire et fréquence : - tous les jours : de 9 h 5 à 19 h 45 avec 2,5 allers-retours. - Particularités : - La ligne ne circule que durant les vacances d'été. - Date de dernière mise à jour : 26 août 2023.                                                                                           |                                                                               |                                                                               |                                                                               |                                                                               |                                                                               |                                                                               |                                                                               |                                                                               |
| NP2   | Dernière actualisation : — |                                                                               |                                                                               |                                                                               |                                                                               |                                                                               |                                                                               |                                                                               |                                                                               |
| NP3   | Navette des Plages 3 | Navette des Plages 3                                                          | Navette des Plages 3                                                          | Navette des Plages 3                                                          | Navette des Plages 3                                                          | Navette des Plages 3                                                          | Navette des Plages 3                                                          | Navette des Plages 3                                                          | Navette des Plages 3                                                          |
| NP3   | Rang-du-Fliers – Rue des Robert ⥋ Berck – Place de l'Entonnoir |                                                                               |                                                                               |                                                                               |                                                                               |                                                                               |                                                                               |                                                                               |                                                                               |
| NP3   | Ouverture / Fermeture 8 juillet 2023 / — | Longueur —                                                                    | Durée 25 min                                                                  | Nb. d’arrêts 5                                                                | Matériel —                                                                    | Jours de fonctionnement L, Ma, Me, J, V, S, D                                 | Jour / Soir / Nuit / Fêtes O / N / N / O                                      | Voy. / an —                                                                   | Exploitant Voyages Dumont                                                     |
| NP3   | Desserte : - Communes : Rang-du-Fliers – Verton – Berck - Principaux lieux desservis : Mairie de Verton, Zone commerciale de Berck, Plage de Berck. |                                                                               |                                                                               |                                                                               |                                                                               |                                                                               |                                                                               |                                                                               |                                                                               |
| NP3   | Autre : - Amplitude horaire et fréquence : - tous les jours : de 10 h 20 à 18 h 45 avec deux allers-retours. - Particularités : - La ligne ne circule que durant les vacances d'été. - Date de dernière mise à jour : 26 août 2023.                                                                                        |                                                                               |                                                                               |                                                                               |                                                                               |                                                                               |                                                                               |                                                                               |                                                                               |
| NP3   | Dernière actualisation : — |                                                                               |                                                                               |                                                                               |                                                                               |                                                                               |                                                                               |                                                                               |                                                                               |

## Anciennes lignes
| Ligne | Caractéristiques | Caractéristiques                              | Caractéristiques                              | Caractéristiques                              | Caractéristiques                              | Caractéristiques                              | Caractéristiques                              | Caractéristiques                              | Caractéristiques                              |
| 3     | Étaples – Gare ⥋ Montreuil-sur-Mer – Garennes | Étaples – Gare ⥋ Montreuil-sur-Mer – Garennes | Étaples – Gare ⥋ Montreuil-sur-Mer – Garennes | Étaples – Gare ⥋ Montreuil-sur-Mer – Garennes | Étaples – Gare ⥋ Montreuil-sur-Mer – Garennes | Étaples – Gare ⥋ Montreuil-sur-Mer – Garennes | Étaples – Gare ⥋ Montreuil-sur-Mer – Garennes | Étaples – Gare ⥋ Montreuil-sur-Mer – Garennes | Étaples – Gare ⥋ Montreuil-sur-Mer – Garennes |
| ----- | --- | --------------------------------------------- | --------------------------------------------- | --------------------------------------------- | --------------------------------------------- | --------------------------------------------- | --------------------------------------------- | --------------------------------------------- | --------------------------------------------- |
| 3     | Ouverture / Fermeture 1er septembre 2021 / 31 mai 2023 | Longueur —                                    | Durée 35 min                                  | Nb. d’arrêts 12                               | Matériel —                                    | Jours de fonctionnement L, Ma, Me, J, V, S    | Jour / Soir / Nuit / Fêtes O / N / N / N      | Voy. / an —                                   | Exploitant Keolis Côte d'Opale                |
| 3     | Desserte : - Communes : Étaples – Bréxent-Énocq – Beutin – Attin – Neuville-sous-Montreuil – Montreuil-sur-Mer - Principaux lieux desservis : Gare d'Étaples - Le Touquet, Cimetière d'Étaples, Parc d'activités Opalopolis, Hameau d'Énocq, Mairie de Beutin, Mairie d'Attin, Hameau de La Paix Faîte, Sucrerie Tereos d'Attin, Mairie de Neuville-sous-Montreuil, Gare de Montreuil-sur-Mer. |                                               |                                               |                                               |                                               |                                               |                                               |                                               |                                               |
| 3     | Autre : - Amplitude horaire et fréquence : - du lundi au samedis : de 9 h 0 à 15 h 45 avec deux allers-retours. |                                               |                                               |                                               |                                               |                                               |                                               |                                               |                                               |
| 3     | Dernière actualisation : — |                                               |                                               |                                               |                                               |                                               |                                               |                                               |                                               |

## Exploitation du réseau
L'exploitation du réseau a été confiée aux sociétés Keolis Côte d'Opale (filiale du groupe Keolis) qui dispose d'un dépôt situé à Étaples ainsi qu'à la société Voyages Dumont qui dispose d'un dépôt situé à Berck.

### Amplitude horaire
Les bus circulent du lundi au vendredi de 6 h 10 à 20 h 35, le samedi de 6 h 30 à 20 h 30 et les dimanches et jours fériés de 8 h 25 à 20 h 45.

### Matériel roulant
Le parc du réseau est principalement constitué de Crossway LE et de S 415 LE Business. Un Citelis 10 est également présent.

## Tarification et financement

### Tarification
Le système de billettique du réseau de la CA2BM utilise la carte Pass Pass.

#### Tickets
| Tickets                   | Tarifs  | Description |
| ------------------------- | ------- | --- |
| Ticket unitaire           | 1 €     | Valable 2 h à partir de l'émission, correspondances autorisées, retour interdit.                                      |
| Ticket environnemental    | 1 €     | Valable le jour de l'émission sur toutes les lignes du réseau lors des pics de pollution.                             |
| Ticket moins de 5 ans     | Gratuit | Un voyage gratuit pour les enfants de moins de 5 ans.                                                                 |
| Ticket accompagnateur PMR | Gratuit | Valable 2 h à partir de l'émission pour un aller simple. Réservé aux accompagnateurs de personnes à mobilité réduite. |
| Carnet de 10 tickets      | 9 €     | Carnet de 10 tickets unitaire. Voyages en groupe possible.                                                            |

#### Abonnements
| Abonnements                   | Tarifs  | Description |
| ----------------------------- | ------- | --- |
| Abonnement mensuel            | 25 €    | Voyages en illimité sur le réseau durant un mois.                                                                                 |
| Abonnement demandeur d'emploi | 10 €    | Voyages en illimité sur le réseau durant un mois. Réservé aux habitants de la CA2BM sans emploi et sous conditions de ressources. |
| Abonnement annuel             | 250 €   | Voyages en illimité sur le réseau durant un an.                                                                                   |
| Abonnement scolaire           | Gratuit | Un aller-retour par jour scolaire réservé aux élèves scolarisés et domiciliés sur le territoire de la CA2BM.                      |
| Abonnement Jeune              | 30 €    | Voyages en illimité sur le réseau durant un an pour les jeunes âgés de 5 à 25 ans et domiciliés sur le territoire de la CA2BM.    |
| Abonnement Senior             | 30 €    | Voyages en illimité sur le réseau durant un an pour les plus de 60 ans domiciliés sur le territoire de la CA2BM.                  |